# Albizia orissensis
Albizia orissensis är en ärtväxtart som beskrevs av K.C.Sahni och Sigamony Stephen Richard Bennet. Albizia orissensis ingår i släktet Albizia och familjen ärtväxter. Inga underarter finns listade i Catalogue of Life.